# ブライアン・ロバートソン
ブライアン・ロバートソン（Brian Robertson、1956年2月12日 - ）は、スコットランド出身のロック・ギタリスト。シン・リジィ、モーターヘッドの元メンバーとして知られる。愛称は「ロボ」(Robbo)。 

## 初期
スコットランド、レンフルーシャイアのクラークストン（現在のイースト・レンフルーシャイア）生まれ。イーストウッド・ハイスクールで学びながら音楽家を志す。最初はチェロ、クラシック・ピアノを8年間学んだが、ギターおよびドラムスに転向。地元のローカル・バンドでプレイする（彼が在籍したバンドには、後のアヴェレイジ・ホワイト・バンドの前身ドリーム・ポリスなどもあった）。フレディ・キング、ジェフ・ベック、エリック・クラプトン、ピーター・グリーンなどの影響を受ける。

## シン・リジィ時代
1974年、18歳でシン・リジィに加入。スコット・ゴーハムとのツイン・リード・ギター体制の一翼を担う。2人のリード・ギタリストによるシン・リジィの個性的なサウンドは、後にメディアによって「ツイン・リード・アタック」と名付けられ、アイアン・メイデン、メタリカ、ザ・ダークネスらの後進にも大きな影響を与えた。
シン・リジィでは5枚のスタジオ・アルバム、『ナイトライフ』 (1974年)、『ファイティング!!』 (1975年)、『脱獄』 (1976年)、『サギ師ジョニー』 (1976年)、『バッド・レピュテイション〜悪名』 (1977年)とライブ・アルバム『ライヴ・アンド・デンジャラス』 (1978年) に参加した。
シン・リジィのレパートリーの大半はフィル・ライノットの作品であるが、ロバートソンも在籍中にソング・ライターとして多くの楽曲をグループに提供した（『バッド・レピュテーション』は彼の曲がひとつも収録されなかった唯一のアルバム）。サウンド面では、ワウペダルの個性的かつ効果的な活用が、バンドのカラーの確立にひと役買った。
1978年にシン・リジィを脱退（後任は彼の前任者であったゲイリー・ムーア）。その後、ジミー・ベイン（ベース、元レインボー）らとワイルド・ホーシズを結成し、『ファースト・アルバム』 (1980年)、『スタンド・ユア・グラウンド』 (1981年) の2枚のアルバムを残したほか、1980年にはエリック・バードンのアルバム『Darkness Darkness』のレコーディングに参加した。

## モーターヘッド時代
1982年、アルバム『アイアン・フィスト』のプロデュースを巡ってレミーと対立して脱退した "ファスト" エディ・クラークの後任としてモーターヘッドに加入。5月21日、デトロイトのハーポス・コンサート・シアターにおけるライブでお披露目された。その後「キング・ビスケット・フラワー・アワー」の収録に続いてアルバム『アナザー・パーフェクト・デイ』 (1983年) のレコーディングに参加した。
しかし、どちらかというとメロウなロバートソンのプレイスタイルはモーターヘッドの個性には明らかにフィットしておらず、『アナザー・パーフェクト・デイ』およびそこからシングル・カットされた「シャイン」(Shine) のセールスもまったくの期待外れに終わり、当時の日本の音楽雑誌『ミュージック・ライフ』にて、後にヘヴィメタル専門誌『BURRN!』を創刊する当時副編集長の酒井康が記事に「(レミーが解雇しないのなら)ロボは殺すしかない」と書いたほどの違和感の強さだった。結局1983年11月11日に行われたベルリンでのライブを最後にモーターヘッドを脱退。その後ゲイリー・バーデンのバンド、ステイト・トゥルーパーに参加するが成功には恵まれなかった。

## その後

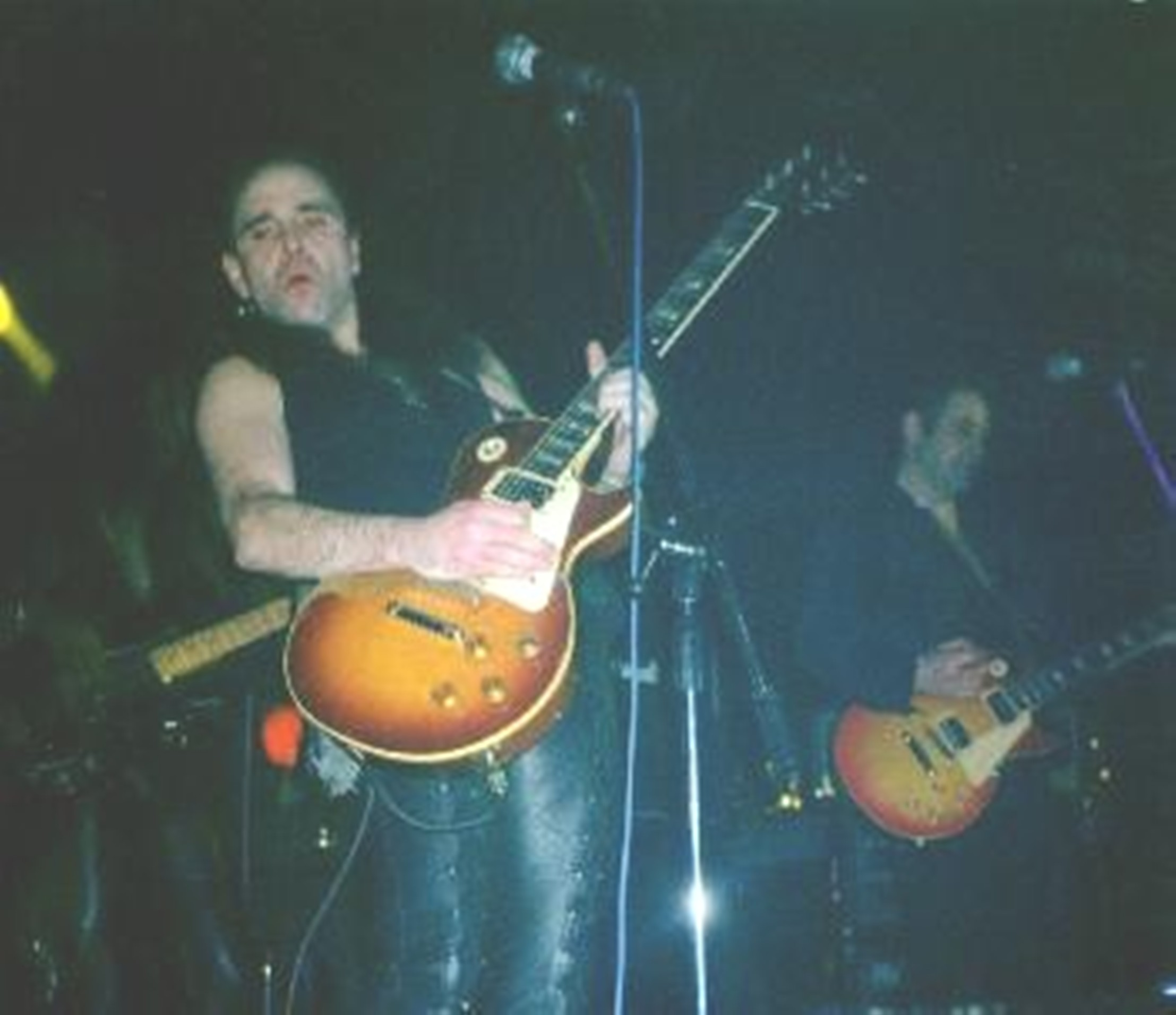
2007年11月10日、ノッティンガムにおけるシン・リジィのライブ

1983年、歴代のギタリスト達とともにシン・リジィのファイナル・ツアーに参加、フィル・ライノット死後の1986年には、ライノットへの追悼盤としてリジィの「Still in Love with You」をカバー。
1995年、自身以外は無名のミュージシャンを集め、ザ・クラン(The Clan) を結成。アルバム『That's All..!』を発表した。
2004年、アイルランドで開催された「オキシジェン・ミュージック・フェスティバル」においてアッシュのステージにゲストとして出演し、「ヤツらは町へ」(The Boys Are Back in Town) を演奏した。
2005年8月には、ゲイリー・ムーア、スコット・ゴーハム、ブライアン・ダウニー、エリック・ベルとともにフィル・ライノット追悼ライブを行った（ベースはジェスロ・タルのジョナサン・ノイス）。
ストックホルムのポーラー・スタジオで2年以上かけて制作した自身初のソロ・アルバム『Diamonds and Dirt』を2011年3月に発表予定。このアルバムにはイアン・ホーグランド（ヨーロッパ）、リーフ・サンデン（マイケル・シェンカー・グループ）、リニー・ウッドらが参加している。プロデュースはロバートソン自身とソレン・リンドバーグ、クリス・レイニー。
現在はイングランドのエセックスに在住。

## ディスコグラフィ

### ソロ
Diamonds and Dirt (2011年) 

### シン・リジィ
- 『ナイトライフ』 - Nightlife (1974年)

- 『ファイティング!!』 - Fighting (1975年)
- 『脱獄』 - Jailbreak (1976年)
- 『サギ師ジョニー』 - Johnny the Fox (1976年)
- 『バッド・レピュテイション〜悪名』 - Bad Reputation (1977年)
- 『ライヴ・アンド・デンジャラス』 - Live and Dangerous (1978年)

### ワイルド・ホーシズ
- 『ファースト・アルバム』 - First Album (1980年)
- 『スタンド・ユア・グラウンド』 - Stand Your Ground (1981年)

### モーターヘッド
- 『アナザー・パーフェクト・デイ』 - Another Perfect Day (1983年)

### フランキー・ミラー
- 『ダンシング・イン・ザ・レイン』 - Dancing in the Rain (1985年)

### ザ・クラン
- That's All..! (1995年)

### ザ・ビター・ツインズ
- Global Panic! (2009年)